# 306P/LINEAR
306P/LINEAR est une comète périodique du système solaire, découverte le 30 juillet 2003 par le programme LINEAR.